# MSC Gülsün
La MSC Gülsün è una nave portacontainer di proprietà di MSC, capoclasse della Classe Gülsün.

## Servizio
Varata il 9 marzo 2019 nei cantieri navali Mitsubishi Heavy Industries di Geoje con il nome di MSC Gülsün e consegnata l'8 luglio successivo alla MSC, prende servizio nei collegamenti merci intercontinentali.

## Record
Dal momento del varo alla costruzione della prima nave della classe Algeciras, è stata la portacontainer più grande del mondo.

## Navi gemelle
- MSC Samar
- MSC Leni
- MSC Mia
- MSC Febe
- MSC Ambra
- MSC Mina
- MSC Isabella
- MSC Arina
- MSC Nela
- MSC Sixin
- MSC Apolline
- MSC Amelia
- MSC Diletta
- MSC Michelle
- MSC Allegra